# ثمالة
ثُمَالَةُ (والنِّسبة إليها: ثُمَالِيٌّ): وهي قبيلة من الأزد تنتسب إلى ثُمالة بن أسلم بن أحجن بن كعب الأزدي دخلت بالحلف في ثقيف،، وتعتبر اليوم قبيلة ثمالة من ثقيف، جنوب الطائف. وهم في الجنوب الشرقي من مدينة الطائف على نحو 50 كيلاً في وادي ثمالة الذي يضم نحو 40 قرية. وقبيلة ثمالة ثمانية أفخاذ في كل منها عدد من العوائل تسمى (الخوامس).

## النسب
هو: ثُمالة بن أسلم بن أحجن بن كعب بن الحارث بن كعب بن عبد الله بن مالك بن نصر بن الأزد بن الغوث بن نبت بن مالك بن زيد بن كهلان بن سبأ بن يشجب بن يعرب بن قحطان.
واختلف النسابة في النسب بعد قحطان، وفي ذلك قال البلاذري: «اختلف الناس في قحطان. فقال بعضهم: قحطان هو يقطان المذكور في التوراة بعينه، إلا أن العرب أعربته فقالت قحطان. وقال آخرون: هو قحطان ابن هود عليه السلام بن عبد الله بن الخلود بن عاد بن عوص بن إرم بن سام ابن نوح، وهو غير يقطان». قال هشام الكلبي كان أبي محمد بن السائب الكلبي والشرقي بن القطامي يقولان: «قحطان بن الهميسع بن تيمن بن نبت بن قيذار - وهو قيدر - وكان قيدر صاحب إبل إسماعيل. واسمه مشتق من ذلك. وهو ابن إسماعيل عليه السلام بن إبراهيم». وقال صاحب الطبقات الكبير:«الأزد - واسمه درا - ابن الْغَوْثِ بْن نَبْتِ بْن مَالِكِ بْن زَيْد بْن كهلان بن سبأ - واسمه عامر - وسمي سبأ لأنه أوّل من سبى السبي. وكان يدعى عَبْد شمس من حسنه. ابن يشجب بْن يعرب. وهو المرعف. ابن يقطن، وهو قحطان. وإلى قحطان جماع اليمن. فَمَنْ نسبه إِلَى إِسْمَاعِيل بْن إِبْرَاهِيم ﷺ قَالَ قحطان بْن الهميسع بْن تيمن بْن نبت بْن إِسْمَاعِيل بْن إِبْرَاهِيم. هكذا كان ينسبه هِشَامُ بْنُ مُحَمَّدِ بْنِ السَّائِبِ الْكَلْبِيُّ عَنْ أَبِيهِ. ويذكر عن أَبِيهِ أنّه أدرك أَهْل النسب والعلم ينسبون قحطان إِلَى إِسْمَاعِيل بْن إِبْرَاهِيم». وقال المبرد:«قحطان عند أهل العلم، فهو ابن الهميسع بن تيمن بن نبت بن قيذار بن إسماعيل».

## الفروع المعاصرة
وأفخاذ ثمالة وخوامسها على النحو التالي:
1. السودة وهم: (العقبة - آل خليفة ـ آل سافر ـ آل سفر ـ الشويشات).
2. آل عمر وهم: (الجحادلة ـ آل هزاع ـ العرجان ـ التماسيح).
3. آل ساعد وهم: (آل يزيد ـ آل مشيلح ـ آل معيوف ـ آل حميد).
4. الطوال وهم: (الشرمان - آل حماد - آل عطيان- آل خليفة ـ آل حمود).
5. آل مقبل وهم: (الروزات - الملاليح -آل عواده -آل حماد -آل حسين ـ الوغاغ).
6. آل زيد وهم: (آل عطا الله ـ آل فواز ـ آل إبراهيم ـ آل عطية ـ آل كليب).
7. الضباعين وهم: (آل صميع ـ آل ساعد ـ آل مستور ـ آل مرضيه).
8. المشاييخ وهم: (آل علي - آل إبرهيم -آل سعيد -آل بكر).

## سبب تسمية ثمالة بهذا الاسم
هناك عدة أقوال توضح السبب في إطلاق اسم ثمالة:
- القول الأول :

قال المبرد ـ وهو يُعدُّ أحد أفراد قبيلة ثمالة ـ في كتاب الاشتقاق: إنما سميت ثمالة لأنهم شهدوا حربا فني فيها أكثرهم، فقال الناس: مابقي منهم إلا ثمالة، والثمالة: البقية اليسيرة
- القول الثاني:

نعرف أن عوف بن أسلم عرف بـ ثمالة، فيقال أنه أطعم قومه وسقاهم لبنا برغوة فسمى ثمالة لرغوة اللبن وتجمع ثمالة على ثمال
- القول الثالث :

ثمالة: أمهم قاله صاحب (الروض الأنف)
وثُمَالة : بضم الثاء المنقوطة بثلاث وفتح الميم وفي آخرها اللام ...

## إسلام القبيلة
وفد ثمالة والحدان على رسول الله ﷺ :
قالوا قدم عبد الله بن علس الثمالي ومسلية بن هزان الحداني على رسول الله ﷺ في رهط من قومهما بعد فتح مكة، فأسلموا وبايعوا رسول الله ﷺ على قومهم، وكتب لهم رسول الله ﷺ كتابا بما فرض عليهم من الصدقة في أموالهم.... كتبه ثابت بن قيس بن شماس. وشهد فيه سعد بن عبادة ومحمد بن مسلمة.
وكتب رسول الله ﷺ لوفد ثمالة والحدان هذا كتاب من محمد رسول الله لبادية الأسياف ونازلة الأجواف مما حازت صحار ليس عليهم في النخل خراص ولا مكيال مطبق حتى يوضع في الفداء وعليهم في كل عشرة أوساق وسق وكاتب الصحيفة ثابت بن قيس بن شماس شهد سعد بن عبادة ومحمد بن مسلمة.

## من أعلام قبيلة ثمالة
أبو العباس المبرد:
 أبو العباس بن محمد بن يزيد بن عبدالأكبر الثمالي المعروف بالمبرد
أحد العلماء الجهابذة في علوم البلاغة والنحو والنقد، عاش في العصر العباسي في القرن الثالث الهجري (التاسع الميلادي). ولد المبرد بالبصرة، ولقب بالمبرد قيل: لحسن وجهه، وقيل: لدقته وحسن جوابه، تلقى العلم في البصرة على يد عدد كبير من أعلام عصره في اللغة والأدب والنحو منهم: أبو عمر صالح بن إسحاق الجرمي، وكان فقيها عالما بالنحو واللغة، وأبو عثمان بكر بن محمد بن عثمان المازني الذي وصفه «المبرد» بأنه كان «أعلم الناس بالنحو بعد سيبويه»، كما تردد على الجاحظ أبو عثمان عمرو بن بحر، وسمع منه وروى عنه حتى عد من شيوخه، وأخذ عن أبي حاتم السجستاني، وكان من كبار علماء عصره في اللغة والشعر والنحو، كما تلقى عن التوزي -أبو محمد عبد الله بن محمد-، وكان من أعلم الناس بالشعر.
- الحكم بن عمير الثمالي:

من الأزد، وكان يسكن حمص.
أخبرنا عمار بن نصر قال: حدثنا بقية بن الوليد عن عيسى بن إبراهيم عن موسى بن أبي حبيب قال: سمعت الحكم بن عمير الثمالي، وكان من أصحاب النبي، ﷺ ، يقول: قال رسول الله، ﷺ : اثنان فما فوق ذلك جماعة.
- عبد الله بن عائذ الثمالي:

صحب النبي، ﷺ ، ونزل الشام قال أبو اليمان الحمصي: حدثني صفوان بن عمرو عن أبي سفيان محمد بن زياد الألهاني أن خصيف بن الحارث قال: لعبد الله بن عائذ الثمالي حين حضرته الوفاة، إن استطعت أن تلقانا فتخبرنا ما لقيتم من الموت، فلقيه في منامه بعد حين فقال له: ألا تخبرنا؟ فقال: نجونا ولم نكد ننجو، نجونا بعد المشيبات فوجدنا ربنا خير رب غفر الذنوب، وتجوز عن السيئة إلا ما كان من الأحراض، فقلت: وما الأحراض؟ قال: الذين يشار إليهم بالأصابع.
- الحجاج بن عُبيد الثمالي:

توفي في خلافة عبد الملك بن مروان
- سفيان بن مُجيب الثمالي:

قائد الفتح الثاني لطرابلس ومؤسِّس قلعتها، أول حصن بُني في الفتوحات الإسلامية. ووَلِي قضاء بعلبك. وقد ألقى القبض على بعض قتَلة أمير المؤمنين عثمان بن عفان مثل عبد الرحمن بن عُدَيس، وأودعه سجن بعلبك. واستمر على قضاء بعلبك إلى أن توفي في حدود سنة 50 هـ.
- الأكنع الثمالي:

فارس من فرسان ثمالة في الجاهلية وكان مقطوع الاصبع وقد مات على يد أبو خراش الهذلي. 

## ثمالة في السيرة
قال ابن إسحاق : وقال رسول الله ﷺ لوفد هوازن وسألهم عن مالك بن عوف ما فعل فقالوا هو بالطائف مع ثقيف فقال: اخبروه إنه إن أتاني مسلما رددت إليه أهله وماله وأعطيته مائة من الإبل، فلما بلغ ذلك مالكا انسل من ثقيف، حتى أتى رسول الله ﷺ وهو بالجعرانة أو بمكة، فأسلم وحسن إسلامه، فرد عليه أهله وماله، ولما أعطاه مائة فقال: مالك بن عوف رضي الله عنه :أبيات شعرية...
قال واستعمله رسول الله ﷺ على من أسلم من قومه وتلك القبائل ثمالة وسلمة وفهم... فكان يقاتل بهم ثقيفا، لا يخرج لهم سرج، إلا أغار عليه حتى ضيق عليهم.